# Руанда на Светском првенству у атлетици на отвореном 2013.
Руанда је учествовала на Светском првенству у атлетици на отвореном 2013. одржаном у Москви од 10. до 18. августа четрнаести пут, односно учествовала је на свим првенствима до данас. Репрезентација Руанде је имала двојицу атлетичара, који су се такмичили у две дисциплине.
На овом првенству атлетичари Руанде нису освојили ниједну медаљу, нити је оборен неки од рекорда.

## Учесници
Мушкарци:
- Роберт Кајуга — 10.000 м
- Jean Pierre Mvuyekure — Маратон

## Резултати

### Мушкарци
| Атлетичар             | Дисциплина | Лични рекорд | Квалификације | Квалификације | Полуфинале | Полуфинале | Финале             | Финале             | Детаљи |
| Атлетичар             | Дисциплина | Лични рекорд | Резултат      | Место         | Резултат   | Место      | Резултат           | Место              | Детаљи |
| --------------------- | ---------- | ------------ | ------------- | ------------- | ---------- | ---------- | ------------------ | ------------------ | ------ |
| Роберт Кајуга         | 10.000 м   | 27:56,67     |               |               |            |            | Нису завршили трку | Нису завршили трку |        |
| Jean Pierre Mvuyekure | Маратон    | 2:13:19      |               |               |            |            | Нису завршили трку | Нису завршили трку |        |